# Flores-Grüntaube
Die Flores-Grüntaube (Treron floris), auch Floresgrüntaube geschrieben, ist eine Art der Taubenvögel, die eng mit der Dickschnabel-Grüntaube verwandt ist  und dieser sehr ähnelt. Sie ist eine endemische Inselart der Kleinen Sundainseln.
Wie viele Arten, die in ihrer Verbreitung auf wenige Inseln beschränkt sind, ist auch die Flores-Grüntaube in ihrem Bestand gefährdet. Die Bestandssituation der Dickschnabel-Grüntaube wird entsprechend von der IUCN mit vulnerable angegeben.

## Erscheinungsbild
Die Flores-Grüntaube erreicht eine Körperlänge von 29 Zentimeter. Sie ist eine mittelgroße, kompakt gebaute Taube, die etwas größer ist als eine Lachtaube. Auf den Schwanz entfallen zwischen 8,1 und 8,6 Zentimeter. Der Schnabel ist zwischen 1,7 und 1,9 Zentimeter lang. Der Geschlechtsdimorphismus ist geringer ausgeprägt als bei vielen anderen Arten aus der Gattung der Grüntauben.
Beim Männchen sind der Vorderkopf und die Zügel aschgrau und gehen auf dem Scheitel und im Nacken in ein dunkleres Grau über. Der hintere Hals ist matt graugrün. Die kleinen Flügeldecken sind dunkel olivfarben, die obere Federreihe der mittleren Flügeldecken sind dunkel olivfarben mit breiten zitronengelben Säumen an der Außenfahnen. Die großen Flügeldecken sind ebenfalls olivfarben, die Säume an den Außenfahnen sind blassgelb. Am breitesten ist der Saum an den Federspitzen. Die Handschwingen sind schwarz. Frisch vermauserte Flores-Grüntauben weisen an diesen schmale weiße Federsäume auf. Der Rücken ist dunkel olivfarben und hellt zum Bürzel hin auf. Die Oberschwanzdecken und die mittleren Schwanzfedern. Die äußeren Schwanzfedern sind aschgrau mit einem schmalen schwarzen Querband in der vorderen Mitte.
Das Kinn und die Kehle sind leuchtend grüngelb, der Ton des Gefieders geht auf den Ohrdecken, Hals und Brust in ein dunkleres Olivgrün über. Der Bauch ist apfelgrün, die Flanken sind dunkel olivgrün. Am hinteren Bauch weisen zahlreiche Federn weiße Säume oder cremefarbene Federspitzen auf. Die kurzen Unterschwanzdecken sind dunkel olivgrün mit einer cremefarbenen Spitze, die langen Unterschwanzdecken sind hell isabellfarben mit dunklen Flecken in der Mitte. Der unbefiederte Augenring ist grünlich und fällt bei Feldbeobachtungen kaum auf, weil er denselben Ton hat wie das umgebende Gefieder.  Die Iris ist hellbraun. Die Schnabelbasis ist grünlich grau und hellt zur Schnabelspitze in einen gelblichen bis weißgrünlichen Ton auf. Die Füße und Beine sind rosa.
Die Weibchen entsprechen in ihrem Körpergefieder weitgehend den Männchen. Bei den Männchen ist der olivfarbene Mantel jedoch braunviolett überwaschen, während dies bei den Weibchen nicht vorkommt.

## Verwechselungsmöglichkeiten

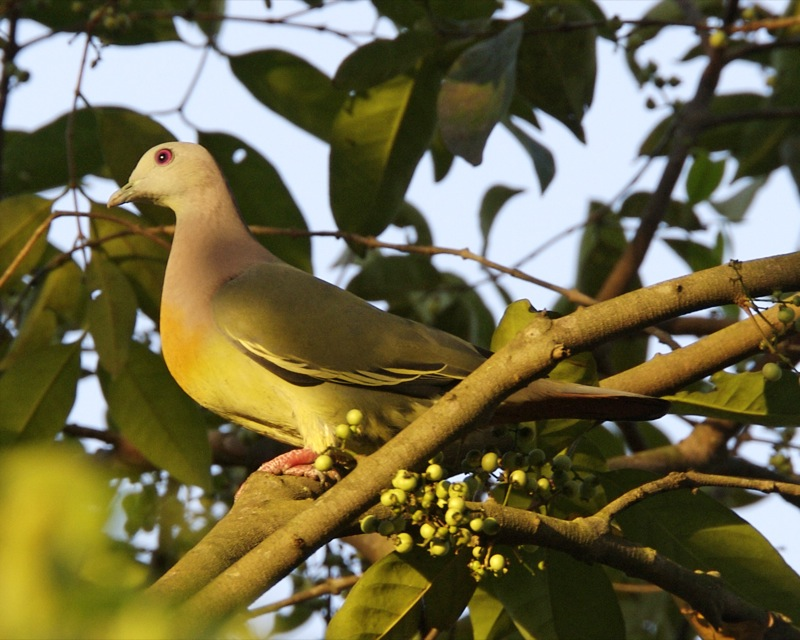
Frühlingstaube, die einzige Taubenart, mit der die Flores-Grüntaube in ihrem Verbreitungsgebiet verwechselt werden kann.

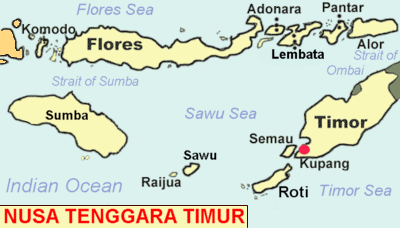
Der Ostteil der Kleinen Sundainseln

Im Verbreitungsgebiet der Flores-Grüntaube kommt auf den Inseln Lombok und Sumbawa auch die Frühlingstaube vor, die ebenfalls zu den Grüntauben gehört und die ein ähnliches Körpergefieder aufweist. Sie unterscheidet sich von der Flores-Grüntaube durch eine andere Färbung der Schwanzfedern: Auch das mittlere Schwanzfederpaar ist grau und das schwarze Querband, das über die Schwanzfedern verläuft, ist bei dieser Art sehr viel breiter.

## Verbreitungsgebiet
Die Flores-Grüntaube ist ein Inselendemit der Kleinen Sundainseln, einer Inselgruppe im Malaiischen Archipel. Die Inselgruppe besteht aus sechs größeren und zahlreichen kleinen Inseln, die sich östlich von Java befinden. Zusammen haben sie eine Fläche von etwa 87.700 km². Es leben etwa zwölf Millionen Menschen auf diesen Inseln.
In dieser Inselwelt kam die Flores-Grüntaube ursprünglich auf Alor, Lembata (Lomblen), Lombok, Flores, Palu'e, Pantar, Solor, Komodo und Sumbawa und vermutlich auch einer Reihe der kleineren Inseln vor. Vermutlich war die Flores-Grüntaube niemals eine häufige Art, auf mehreren der Inseln ist sie mittlerweile jedoch verschwunden. Sichtungen auf Lomblen und Solor stammen aus dem 19. Jahrhundert, auf Lombok wurde sie 1909 beobachtet. Auf Sumbawa und Alor ist sie heute noch vertreten. Sie ist dort jedoch jeweils ein ausgesprochen seltener Vogel. Auf Flores kommt sie vor allem im Inselinneren noch etwas zahlreicher vor.
Die Flores-Grüntaube ist grundsätzlich eine waldbewohnende Taube. Sie wird jedoch auch zunehmend in offenem Gelände beobachtet sofern es dort noch einzelne Waldhaine und Reste von Monsunwäldern gibt. Die Höhenverbreitung dieser Taubenart reicht von den Tiefebenen bis in Höhenlagen von 800 Metern.

## Lebensweise
Die Flores-Grüntaube kommt gewöhnlich paarweise vor. Gelegentlich kommt es jedoch an fruchttragenden Bäumen zu Ansammlungen von mehr als 20 Individuen. Die Nahrung besteht aus Früchten. Über die Fortpflanzungsbiologie dieser Art ist nichts bekannt.